# Slam Dunk
Slam Dunk (SLAM DUNK Suramu Danku) là bộ manga thể thao dài 31 tập được sáng tác bởi tác giả Inoue Takehiko nói về đội bóng rổ của trường cao trung Shōhoku. Slam Dunk ra mắt độc giả lần đầu tiên trên tạp chí truyện tranh phát hành hàng tuần Shonen Jump ở Nhật Bản và đã bán được hơn 100 triệu bản trên đất nước này. TVM Comics đã mua bản quyền xuất bản tại Việt Nam, với tên bản quyền hiện tại là tên gốc.
Bộ truyện Slam Dunk nhanh chóng gặt hát được nhiều thành công tại Nhật Bản. Ngay sau khi nó được xuất bản, thanh thiếu niên Nhật bắt đầu chơi bóng rổ và bóng rổ ngày càng trở nên phổ biến. Tác giả Inoue còn sử dụng đề tài bóng rổ cho 2 bộ manga khác: Buzzer Beater và Real.

## Nội dung
Nhân vật chính của bộ manga này là Sakuragi Hanamichi, một kẻ giữ kỉ lục "T bình phương" (thất tình), có sức mạnh vượt trội và rất nóng máu, là kẻ đứng đầu một nhóm học sinh được thầy cô đánh giá là chuyên quậy phá. Một lần tình cờ, cậu ta quen được Akagi Haruko, là cô gái trong mơ của cậu. Hanamichi cảm thấy hạnh phúc cực kì khi cô ấy không sợ cậu như những cô gái khác.
Haruko người đã nhận ra khả năng tiềm ẩn của Hanamichi, đã giới thiệu cậu vào đội bóng rổ trường Shohoku. Hanamichi lúc đầu cũng không thích môn bóng rổ cho lắm vì cậu chưa từng chơi bất kì môn thể thao nào trước đó; thêm nữa, Hanamichi cho rằng bóng rổ là môn thể thao dành cho kẻ thua cuộc (cô gái thứ 50 mà Hanamichi tỏ tình đã từ chối cậu vì cô ấy để ý đến một anh chàng ở đội bóng rổ). Hanamichi bỏ qua bản tính thiếu kiên trì và hay nóng nảy của mình, đã tham gia vào đội bóng rổ để gây sự chú ý của Haruko và cải thiện hình ảnh tệ hại về bản thân ở cô. Rukawa Kaede - đối thủ cứng đầu của Hanamichi (cả trong bóng rổ cũng như trong chuyện tình cảm, mặc dù Rukawa không biết rằng Haruko đang để ý mình), là một ngôi sao nổi tiếng và được nhiều cô gái yêu mến, cũng gia nhập cùng lúc đó. Ngoài ra Mitsui Hisashi, cựu MVP khối cấp hai, và Miyagi Ryota, một cầu thủ "lùn mà lẹ", cùng lúc trở lại đội bóng. Họ trở thành một bộ tứ cùng với đội trưởng Akagi Takenori thực hiện ước mơ đưa Shohoku tới giải quốc gia. Cũng thời gian này, các đội bóng rổ khác bắt đầu để ý đến đội bóng "toàn sao" Shohoku.
Slam Dunk là một trong những bộ manga thể thao mang tính hiện thực, các nhân vật không phải là những người có tài năng sẵn có, mà luôn cần phải cố gắng.  Shokoku cũng không phải luôn luôn chiến thắng. Sự trưởng thành của Hanamichi khá đặc biệt, cậu trưởng thành từ từ và cố gắng hết sức để đạt được thành quả.

## Nhân vật
- Sakuragi Hanamichi (桜木 花道?)

Nhân vật chính của toàn series. Ở đầu truyện, Hanamichi đang rất buồn vì bị từ chối lần thứ 50 bởi một cô gái, cậu ta liền gặp Akagi Haruko và bị sét đánh tại chỗ. Tuy nhiên sau khi biết người Haruko hâm mộ là Rukawa Kaede, một thiên tài bóng rổ, Hanamichi trở nên đặc biệt nhạy cảm với môn thể thao này. Điều đó dẫn tới việc cậu ta gây lộn với Akagi Takenori và tham gia một trận đấu 1vs1. Tuy hoàn toàn không biết gì về bóng rổ, song nhờ nền tảng thể chất tuyệt vời Hanamichi vẫn giành chiến thắng bằng cú Slam dunk khó tin. Trải qua quá trình tập luyện, Hanamichi dần hoàn thiện kĩ năng và trở thành trụ cột của đội bóng rổ trường Shohoku. Cùng với đồng đội của mình, Hanamichi đã vượt qua nhiều đội bóng mạnh, trong đó có cả Sanno - đội bóng top 10 toàn quốc. Tuy nhiên trong một pha tranh bóng, cậu ta bị chấn thương ở sống lưng và đến cuối truyện vẫn đang trong quá trình điều trị.
Về cơ bản, Hanamichi có tính cách khá đơn giản, hành xử không khác gì trẻ con. Cậu ta rất kém trong việc tỏ tình hay thuyết phục nữ giới, do đó mới có kỉ lục 50 lần bị từ chối. Cậu ta rất ngốc nghếch, nóng nảy, bốc đồng, thường có những pha thể hiện không đúng lúc đúng chỗ. Câu ta luôn tự phong cho mình là thiên tài bóng rổ, tuy nhiên lại là chuyên gia phạm lỗi và thường bị đuổi ra khỏi sân khi trận đấu chỉ bắt đầu vài phút. Việc bị ép tập luyện những kĩ thuật cơ bản đối với cậu ta là một cực hình. Ngoài ra thì cậu ta cũng rất ghét những ai thể hiện tốt hơn mình, điển hình là Rukawa.
Hanamichi là người luôn chia sẻ một "sự thật" với bất cứ ai sẵn sàng lắng nghe rằng cậu ta là một thiên tài bóng rổ. Tính chất ngạo mạn và hơi "ngố" luôn hiện diện ở cậu ta trong suốt series, kể cả khi cậu ta còn chả hiểu các quy tắc luật chơi đơn giản nhất. Đến cuối cùng, Hanamichi cũng học được cách chơi với một số kỹ năng khác người, nhưng cậu không bao giờ thôi "ầm ĩ" nhất đội.
Tuy vậy, bản chất của Hanamichi cũng biết quan tâm đến người khác, điều này thể hiện qua cách cậu ta làm quen với Miyagi Ryota và câu nói với Kogure Kiminobu sau trận đấu với Ryonan. Ngoài ra, cậu ta cũng là người luôn nỗ lực và không bao giờ đầu hàng.
Hanamichi đặc biệt thích Haruko, có lẽ cũng một phần do cô là một trong số ít cô gái hiếm hoi chịu làm bạn với cậu ta. Ngoài ra thì Hanamichi khá thân thiết với Ryota (do cùng bị thất tình) và Mitsui, cậu ta rất kính trọng Takenori và huấn luyện viên Anzai (ít thể hiện).
Tuy bề ngoài có vẻ giống như Hanamichi đến với bóng rổ vì thích Haruko, song sau đó cậu ta đã thừa nhận mình thực sự yêu thích bóng rổ. Với thể hình vượt trội và nền tảng thể lực tuyệt vời, cộng thêm tài năng thiên bẩm, Hanamichi tiến bộ rất nhanh. Ban đầu cậu ta chơi rất tệ, thường hay phạm lỗi và bị cho ra sân từ rất sớm. Sau đó từ một tay lính mới không biết làm gì ngoài Slam dunk, cậu ta dần học được những kĩ thuật mới, học lên rổ cơ bản (layups) với Rukawa và Haruko, kỹ thuật rebound với Takenori, jump shot với huấn luyện viên Anzai. Đối với các đối thủ, Hanamichi luôn là một ẩn số với khả năng bùng nổ đáng kinh ngạc. Cậu ta có thể thực hiện Slamdunk trước mặt nhiều cầu thủ đối phương cao to như Takenori hay Maki, rebound cực tốt với khả năng bật nhảy nhanh gấp đôi người bình thường. Khả năng ghi điểm của cậu ta cũng mở rộng dần ra khỏi vạch ném phạt và trong trận đấu với Sanno, Hanamichi đã thực hiện một cú Jump shot hoàn hảo để kết thúc trận đấu. Vị trí yêu thích của Hanamichi là Power Forward, tuy nhiên rất có thể khi trở lại cậu ta sẽ là Center chính của Shohoku. Ngoài ra, Aota Tatsuhiko - trưởng clb Judo trường Shohoku cũng công nhận rằng Hanamichi là thiên tài Judo do thế mạnh thể chất và khả năng đánh lộn.
Về thể hình, Hanamichi cao 188 cm ở đầu bộ truyện và nặng 83 kg, một tỉ lệ khá cân đối với người Châu Á. Sau đó,trước khi Shohoku tham gia giải toàn quốc, cậu cao lên 1,2 cm và đạt chiều cao 189,2 cm dù chỉ 15 tuổi
- Rukawa Kaede (流川 楓?)

Xuất hiện trong bộ truyện tranh về bóng rổ Slam Dunk và không phải là nhân vật chính, nhưng Rukawa Kaede lại thu hút ánh nhìn của mọi fan nữ. Trong nhiều bộ phim thanh xuân của Đài Loan cũng thường hay nhắc đến cái tên Rukawa, cũng đủ thấy anh chàng hot như thế nào.
Rukawa Kaede là giấc mộng của nhiều fangirl. Một anh chàng đẹp trai, lại còn chơi bóng rổ cực siêu, thật sự không còn điều gì để mơ về một chàng trai nữa. Rukawa không dính dáng đến một câu chuyện tình cảm nào, anh chàng luôn tỏ ra là một kẻ lạnh lùng vô cảm, ít nói, phớt lờ các cô gái và chỉ quan tâm đến bóng rổ. Trong thể thao, Rukawa luôn là một người kiên cường, cứng cỏi, không bao giờ đầu hàng trước khó khăn và không bao giờ để tài năng của mình bị giới hạn. Một người như vậy, khó có thể tồn tại trong đời thật, nhưng vẫn đáng để mơ ước đúng không? Cậu coi tất cả đều là đối thủ cần phải vượt qua, thậm chí là cả đồng đội như Mitsui. Đối với huấn luyện viên Anzai, Rukawa lại rất kính trọng.
Rukawa là một thiên tài về bóng rổ, là thành viên của đội bóng Shouhoku, và là nhân vật có tính then chốt giúp đội bóng rổ đi đến thành công. Thể hình tương đương như Hanamichi, song Rukawa lại vượt trội hơn về kỹ thuật cá nhân và khả năng dứt điểm. Cậu ta thường có những pha đột phá không tưởng với động tác đẹp mắt, layup đa dạng, những cú jump shot từ góc độ siêu khó với độ chính xác cao. Thậm chí trong trận đấu với đội bóng trường Toyoama, Rukawa còn cho thấy cảm giác bóng tuyệt vời khi thực hiện những cú ném trong tình trạng nhắm mắt. Rất ít đối thủ có thể làm khó được Rukawa. Haruko từng tiết lộ là thời cấp 2 dù đối phương đã cắt 2 người để box-one cậu ta song không thành. Và Sendo Akira, siêu sao của đội bóng trường Ryonan đã cho rằng nếu có giải 1vs1 thì không ai có thể hơn được Rukawa, trừ Sawakita Eiji. Rukawa thường chơi bóng cá nhân, điều này vừa khiến cậu ta làm chủ được thế trận song cũng hạn chế khả năng của đồng đội và chính bản thân mình. Sau khi nghe lời khuyên từ Sendo, Rukawa đã thay đổi, thực hiện nhiều pha chuyền bóng khá tốt như cú chuyền cho Hanamichi ghi điểm trong trận đấu với đội Sanno. Điều này khiến cậu hoàn thiện hơn bao giờ hết, có lẽ đó cũng là nguyên nhân mà cuối truyện người ta thấy Rukawa mặc áo của đội tuyển trẻ toàn Nhật Bản.
Tác giả Inoue từng nói rằng mình lấy nguyên mẫu đội bóng Shohoku từ đội bóng ngoài đời thực Chicago Bulls, và nếu như Hanamichi được so sánh với cựu siêu sao rebound Dennis Rodman thì Rukawa chính là hình ảnh của cầu thủ toàn diện, vua bóng rổ Michael Jordan.
- Akagi Haruko (赤木 晴子?)

Akagi Haruko là em gái của đội trưởng Akagi Takenori, một nữ sinh đẹp như "bình hoa di động" và có tình cảm thầm kín với Rukawa. Cho dù Hanamichi theo đuổi, thích cô đến mấy nhưng Haruko vẫn không đoái hoài tới cậu. Vì vậy Hanamichi càng có ác cảm với Rukawa, khiến mối quan hệ của họ ngày càng xấu đi.
- Miyagi Ryōta (宮城 リョータ?)

Miyagi Ryota là bạn thân nhất của Hanamichi trong đội bóng. Sau một trận đánh lộn vì hiểu lầm giữa hai người bọn họ (vì Ryota hiểu lầm Hanamichi và Ayako đang hẹn hò), họ tìm ra điểm chung là không có duyên với chuyện yêu đương. Giống Hanamichi, động cơ khiến Ryota chơi bóng rổ cũng là vì một cô gái, người bạn cùng lớp mà hắn thân nhất: Ayako, quản lý của đội bóng rổ, người mà hắn vẫn gọi là "Aya-chan". Hắn xuất hiện ở giữa truyện vì phải nhập viện sau lần đánh lộn với băng của Mitsui. Miyagi tuy nhỏ con nhưng lại có tốc độ và kĩ thuật tốt. Sở trường của hắn là khả năng chỉ huy đội bóng và tổ chức tấn công nhanh. Về sau, Akagi phải ra trường nên Miyagi lên làm đội trưởng kế nhiệm.
- Mitsui Hisashi (三井 寿?)

Trước khi vào Shohoku, Mitsui Hisashi từng là một MVP của trường trung học Takeishi. Mặc dù có cơ hội được vào những trường danh tiếng như Ryonan, anh vẫn chọn điểm đến là trường Shohoku bởi ở đó có huấn luyện viên Anzai. Mặc dù vậy, một chấn thương ở đầu gối trái của anh trong lúc luyện tập đã khiến anh phải xa rời bóng rổ. Sau tai nạn đó, anh rời đội bóng rổ và bắt đầu sa sút theo một băng nhóm du côn. Một lần, anh đã dẫn băng của mình vào đánh nhau trong câu lạc bộ bóng rổ Shohoku nhăm khiến cho đội bóng bị cấm thi đấu. Cuối cùng nhờ có huấn luyện viên Anzai và đồng đội khuyên nhủ, Mitsui đã quay trở lại với bóng rổ và trở thành thành viên quan trọng của toàn đội bóng.
Mitsui được hình dung như một mẫu nhân vật không có nhiều nét đặc biệt về tính cách, ngoại trừ sự nhạy cảm và lòng yêu bóng rổ. Trong suốt 2 năm xa rời sân bóng, Mitsui không động tới một điếu thuốc nào. Điều đó cho thấy anh vẫn muốn quay trở lại với bóng rổ. Đối với huấn luyện viên Anzai, Mitsui có một sự kính trọng tuyệt đối do ấn tượng về lời khuyên: không bao giờ đầu hàng mà ông đã dành cho anh từ trước đó.
Mitsui có thể hình không bằng được Hanamichi và Rukawa, tuy nhiên cậu lại có thể chơi tốt ở nhiều vị trí nhờ kĩ thuật cá nhân tốt và đặc biệt là khả năng ném bóng " chính xác như một cái máy", rất nhiều lần Mitsui rút ngắn khoảng cách điểm số cho Shohoku nhờ vào khả năng ném 3 điểm của mình. Điểm yếu lớn nhất của Mitsui là sức bền yếu do đã bỏ bóng rổ trong một thời gian dài. Tuy nhiên trong trận đấu với Sanno, anh đã trở nên mạnh mẽ hơn, vượt qua điểm yếu của chính mình. Ngoài ra, trận đấu 1vs1 với Rukawa cũng cho thấy Mitsui phòng ngự và dẫn bóng rất tốt. Có lẽ Mitsui chính là hình bóng của Scotie Pipen, đồng đội tuyệt hảo của Michael Jordan ngoài đời thực.
- Akagi Takenori (赤木 剛憲?)

Akagi Takenori là anh trai của Haruko (người tình trong mộng của Hanamichi) và là đội trưởng của đội Shohoku - người trụ cột của Shohoku, anh rất thích bóng rổ và dồn hết sức mình cho môn thể thao này. Tuy vậy Akagi không bao giờ bị ảnh hưởng đến việc học và còn học rất giỏi nữa (ai như Hanamichi với "Cáo" Rukawa). Không mấy để ý tới Hanamichi lúc mới đầu (người gọi anh ta là "khỉ đột" trong trận khiêu chiến ở nhà thể dục và dám khinh thường môn bóng rổ thần thánh của anh), dần dần anh ta nhận ra Hanamichi có những tố chất rất đặc biệt cho môn bóng rổ. Từ nhỏ, Takenori đã ước mơ có ngày sẽ được tham dự giải toàn quốc. Khi thi đấu với Kainan, anh đã bị chấn thương nặng ở bàn chân và không thể chơi tiếp đến hết hiệp 1. Trong trận đấu cuối cùng với Ryonan, trận đấu đoạt vé toàn quốc, anh vẫn thi đấu hết mình dù bị đau. Takenori coi Uozumi của Ryonan là đối thủ lớn nhất của mình và cũng là một người bạn. Về sau, Akagi không được bầu cử vào trường thể dục thể thao nên đành phải đi ôn thi đại học.
- Sendō Akira (仙道 彰?)

Sendo là một trong những nhân vật quan trọng của series.Anh là trụ cột chính của trường trung học Ryonan và là một trong năm người chơi xuất sắc nhất tỉnh Kanagawa bên cạnh Maki,Rukawa,Akagi và Fujima. Sendo là một người khá dễ tính và có suy nghĩ hơi đơn giản nhưng anh luôn nỗ lực hết mình vì môn bóng rổ. Sendo có kĩ thuật tốt,khả năng giữ bóng và dẫn bóng điệu nghệ cộng thêm khả năng ghi bàn tuyệt vời mỗi khi anh chơi hết sức mình.Điểm yếu duy nhất của Sendo chính là nếu như gặp phải đối thủ tầm thường thì anh lại mất tập trung vào thi đấu.Anh còn là người vực dậy khả năng chiến đấu của đội mình khi cảm thấy như đội của mình đang sa sút,điển hình như trận Ryonan vs Kainan,khi Uozumi bị đuổi ra khỏi sân thì Sendo chính là người gánh vác cả toàn đội.Khi không thi đấu, Sendo thường đi câu cá một mình và có vẻ như không quan tâm đến việc tới buổi tập cùng với đội bóng đúng giờ,ngay cả khi thi đấu chính.Về sau, Sendo là người có tác động rất lớn đến lối chơi của Rukawa sau này và là đội trưởng mới của Ryonan sau khi Uozumi giải nghệ
- Sawakita Eiji (沢北 栄治?)

Sawakita là cầu thủ giỏi số 1 Nhật Bản và là át chủ bài của đội Sanno, một trong 5 đội bóng rổ trung học mạnh nhất nước. Sawakita được tiếp xúc với bóng rổ từ rất sớm cộng thêm sự đam mê và nỗ lực không ngừng nghỉ nên Sawakita đã có những kỹ năng chơi bóng tuyệt đỉnh.Ngay cả các cầu thủ đại học khi đấu với cậu đều phải khuất phục trước khả năng tấn công lẫn phòng thủ mạnh mẽ và vững chãi như bức tường thành của cậu. Giống với Rukawa, Sawakita cũng rất đào hoa và có nhiều fangirls trong trường.Ở giải toàn quốc,trong trận gặp Shohoku, Sawakita đã đấu 1v1 với Rukawa và đã khiến cho Rukawa phải "tắt điện" trước khả năng của cậu. Điểm yếu lớn nhất của Sawa chính là chơi bóng cá nhân như Rukawa đã khiến cho Sanno phải thua cuộc sau khi Rukawa bắt đầu chuyền bóng cho đồng đội mình.Trong phụ chương Slam Dunk 10 Days Later, Sawa rời Sanno và bay qua Mỹ để đi du học,cậu gặp khó khăn với trình độ tiếng Anh của mình và cuối cùng nhìn qua cửa sổ của máy bay để suy nghĩ về bố mẹ mình, những người đã góp phần tạo nên một Sawakita Eiji hoàn hảo như ngày hôm nay.
- Maki Shin'ichi (牧 紳一?)

Lạnh lùng và hiếu thắng, Maki luôn nhận được sự ủng hộ và sự tôn trọng tuyệt đối của đồng đội mình vì vậy nên anh được bầu chọn làm đội trưởng của trường Kainan, đội bóng mà đã 17 lần liền bảo vệ chức vô địch tỉnh Kanagawa. Maki là một người thông minh,khó đoán và không bao giờ để lộ điểm yếu ngay trước cả những đối thủ yếu hơn mình, anh luôn tìm mọi cách để đưa đội bóng của mình trở nên mạnh nhất.Maki là một cầu thủ toàn diện, layups đa dạng, điều khiển cơ thể khi ở trên không cũng rất tốt,đường chuyền bóng chuẩn xác, tốc độ nhanh nhạy nên anh được đề cử giải MVP và là một trong năm cầu thủ giỏi nhất tỉnh.

## Sản xuất
Lấy cảm hứng từ việc thích chơi bóng rổ từ những năm còn ở trường trung học, Inoue đã sáng tạo ra Slam Dunk. Sau khi ông cho ra mắt tác phẩm ông đã ngạc nhiên vì nhận được nhiều thư độc giả nói rằng họ đã bắt đầu chơi môn thể thao này từ manga. Biên tập viên của anh cũng nói "môn bóng rổ còn nhiều điều cấm kỵ trên thế giới." Do vậy ông quyết tâm  hơn cho việc vẽ tác phẩm này. Thông qua loạt truyện tác giả mong muốn cho người đọc hiểu được cảm xúc của một vận động viên khi  thắng, thua và cả những sự cố gắng của họ. Khi ông sáng tác Vagabond cùng lúc với Slam Dunk ông đã có một chiều nhìn đơn giản hơn về cuộc sống chủ yếu là về sự chiến thắng và thành công.
Qua bô truyện, Inoue muốn độc giả thấy được những điểm hay cũng như có tình yêu đối với môn thể thao này. Là một họa sĩ truyện tranh khi tác thành mình được nhiều độc giả đón nhận ông nghĩ sự thành công này đến từ bóng rổ, ông lập Quỹ học bổng Slam Dunk cho những học sinh Nhật Bản và cũng muốn môn thể thao này ngày càng phổ biến trên đất nước Nhật Bản. Tuy nhiên, khi được hỏi những phản hồi từ độc giả về bóng rổ, Inoue ông đã trả lời rằng Slam Dunk dù là một manga chuyên về kĩ thuật chơi bóng rổ nhưng nó cũng được áp dụng với nhiều manga thể thao khác. Ông cũng nói thêm tác phẩm này là nổi trội và thích manga này khi so sánh với những tác phẩm mới hơn như Real. Những kinh nghiệm của ông với trái bóng rổ đã ảnh hưởng phần nào đến Slam Dunk: khi còn trẻ Inoue chơi bóng rổ để được các bạn nữ chú ý, nhưng dần sau này ông dần thấy thích thú với môn thể thao này. Sakuragi Hanamichi trong truyện như là bản sao tác giả.

## Truyền thông

### Manga
Ban đầu bộ truyện được đăng trên tạp chí Weekly Shōnen Jump của Shueisha từ số phát hành 40 năm 1990 đến số 27 năm 1996. Truyện được chia ra làm 276 chương được Jump Comics của Shueisha tập hợp lại đóng thành 31 tập tankōbon phát hành từ 8 tháng 2 năm 1991 đến 3 tháng 10 năm 1996. Sau đó được Jump Comics Deluxe đóng lại thành 24 tập kanzenban ấn hành từ 19 tháng 3 năm 2001 đến 2 tháng 2 năm 2002.
Năm 2004, Inoue sản xuất tập kết bộ truyện mang tên Slam Dunk: 10 ngày sau, được vẽ trên 23 tấm bảng học trong khuôn viên cũ nay không còn của Trường Trung học Misaki ở tỉnh Kanagawa, và được tổ chức triển lãm công cộng từ 3 tháng 12 đến 5 tháng 12 cùng năm. Sau đó nó cũng được in lại vào tháng 2 năm 2005 trong tạp chí Switch.

### Anime
Sau manga tác phẩm được chuyển thể thành anime dài 101 tập do mạng thống truyền hình TV Asahi, Toei Animation sản xuất và Nishizawa Nobutaka chỉ đạo  Phim được phát sóng trên TV Asahi từ 16 tháng 10 năm 1993 đến 23 tháng 3 năm 1996. Sau đó cũng được phát trên Animax, hệ thống truyền hình vệ tinh, thêm vào đó bốn tập phim điện ảnh cũng đã được sản xuất. Toei đã tập hợp các tập lại thành 17 DVD phát hành từ 10 tháng 12 năm 2004 đến 21 tháng 5 năm 2005.
Âm nhạc do Masuda Takanobu phụ trách (từ tập   1 đến tập 69) và BMF (từ tập 70 đến tập 101). 3 CD nhạc phim cũng được phát hành trong lúc phim đang được phát sóng tại Nhật Bản. Hai bài hát mở đầu và hai bài hát kết thúc cũng được tập hợp thành CD mang tên The Best of TV Animation Slam Dunk được phát hành vào ngày 21 tháng 7 năm 2003.
Tại Việt Nam, phim từng được Công ty Cổ phần Truyền thông Trí Việt (TVM Corp.) mua bản quyền và phát sóng trên kênh HTV3 dưới tựa đề "Cao thủ bóng rổ."

### Trò chơi điện tử
Dựa trên bộ truyện, nhiều trò chơi chủ yếu là Banpresto phát triển và sản xuất bởi Bandai được phát hành tại thị trường Nhật Bản. Hai trò chơi ban đầu mang tên Slam Dunk Gakeppuchi no Kesshō League và Slam Dunk 2 được phát hành trên Game Boy. Super Famicom phát hành ba trò chơi: Slam Dunk: Shi Tsuyo Gekitotsu, Slam Dunk 2: IH Yosen Kanzenban!!, và SD Heat Up!!. Trò chơi Slam Dunk cũng đã được phát hành cho Game Gear, Mega Drive và  Sega Saturn.. Các nhân vật trong bộ truyện cũng xuất hiện trong trò chơi Jump Super Stars và Jump Ultimate Stars của Nintendo DS.

## Phản hồi
Các tập truyện Slam Dunk bán được hơn 100 triệu bản tính đến năm 2004, và 118 triệu bản tính đến năm 2012. Đến năm 2013 truyện bán được khoảng 120 triệu bản và nằm trong 5 manga bán chạy nhất của  Weekly Shōnen Jump Năm 1994,tác phẩm nhận được Giải Manga Shogakukan lần thứ 40 cho manga shōnen. Giữa năm 2002, từ tập 21 đến tập 23  Slam Dunk phá vỡ kỉ lục in ấn khi bán ra 2.5 triệu bản. Phiên bản in của Slam Dunk: 10 ngày sau khá nổi tiếng khi từng vị trí thứ  6 trên bảng xếp hạng manga theo tuần của Oricon. Phiên bản dịch tiếng Anh của bộ truyện được liệt vào một trong những truyện tranh hay nhất bởi Publishers Weekly 2008. Đồng thời, Young Adult Library Services Association gọi tập 1 bộ truyện là "Truyện tranh hay nhất cho thiếu niên" đầu 2009.
Sự thành công của Slam Dunk được ghi nhận qua sự gia tăng số thanh thiếu niên Nhật Bản chơi bóng rổ trong thập niên 1990. Chương trình học bổng Slam Dunk được Inoue và Shueisha sáng lập ra vào năm 2006. Những người chơi thắng trong độ tuổi 17 và 18 được nhận học và chơi thể thao tại một trường dự bị tại Mỹ nếu vượt qua vòng phỏng vấn của trường. Năm 2010, Inoue nhận được bằng khen từ Hiệp hội Bóng rổ Nhật Bản vì giúp phổ biến hoá bóng rổ tại Nhật Bản và chương trình học bổng. Trong một cuộc bình chọn thu hút gần 79,000 người hâm mộ Nhật Bản tại Liên hoan Nghệ thuật Truyền thông Nhật Bản lần thứ 10 năm 2006, Slam Dunk được bình chọn ở vị trí số #1. Trong cuộc bình chọn 100 tác phẩm truyền thông được mọi người yêu thích 2009 của Chính phủ Nhật Bản, tác phẩm đứng vị trí số 1. Theo một cuộc khảo sát của Oricon năm 2009, tác phẩm nằm vị trí số một trong những manga người hâm mộ muốn được chuyển thể thành phim live-action. Tại Việt Nam, bộ manga này là một trong những bộ truyện thể thao được đón nhận nhất.

Phiên bản Anime tác phẩm cũng khá thành công ở Nhật Bản. Theo một cuộc khảo sát của TV Asahi về Top 100  Anime năm 2005 dành cho nhiều nhóm tuổi, Slam Dunk xếp hạng. Trong một cuộc bình chọn khác do TV Asashi tổ chức trên trang web, bộ truyện đứng hạng  10.